# Joker (żużel)
Joker lub złota rezerwa taktyczna – specjalna rezerwa taktyczna w zawodach żużlowych. Punkty zdobyte przez Jokera liczą się podwójnie. Zasady korzystania z Jokera różnią się w turniejach żużlowych, jednak we wszystkich zawodach z Jokera drużyna może skorzystać tylko raz.

## Drużynowy Puchar Świata
W zawodach Drużynowego Pucharu Świata, Joker początkowo mógł być stosowany tylko w turniejach finałowych (tj. w grupach półfinałowych, barażu i wielkim finale), ale od 2012 roku rozszerzono tę możliwość także na rundy kwalifikacyjne. Prawo wystawienia Jokera przysługuje drużynie, która przed danym biegiem traci do lidera 6 punktów. Kiedy w latach 2001–2003 w ramach Drużynowego Pucharu Świata odbywały się również pięciomecze, strata musiała wynosić 8 punktów.

## Drużynowe Mistrzostwa Polski
W rozgrywkach polskich lig żużlowych, Joker został wprowadzony w sezonie 2007. Drużyna przegrywająca mogła wystawić zawodnika jako Jokera przy stracie 10-punktowej. W Ekstralidze przepis ten obowiązywał do końca sezonu 2008, natomiast w I lidze oraz II lidze – do końca sezonu 2009.

## Elite League (Wlk. Brytania)
W brytyjskiej Elit League klub może skorzystać ze „złotej rezerwy taktycznej" wtedy, gdy drużyna przegrywa minimum 8 punktami. Wówczas żużlowiec ustawia się 10 metrów za właściwą linią startu (ma większy dystans do przejechania), a liczba zdobytych przez niego punktów jest mnożona przez 2. Jeśli zespół przegrywa 10 punktami klub może wystawić tzw. Jokera. Wtedy zdobycz zawodnika też jest mnożona przez 2, jednak – tak jak pozostali sportowcy – może on ustawić się pod taśmą. W brytyjskiej lidze zawodnik startujący jako Joker jedzie w kasku białym.